# Piedra Merey
Piedra Merey est une localité de la paroisse civile de Caname dans la municipalité d'Atabapo dans l'État d'Amazonas au Venezuela sur le río Atabapo qui fait ici frontière avec la Colombie.